# 2007年法国网球公开赛
2007年法国网球公开赛（2007 French Open）于2007年5月27日至6月10日在法国巴黎举行。

## 冠军
- 男子单打：拉斐尔·纳达尔

- 女子单打：贾斯汀·海宁
- 男子双打：马克·诺尔斯／丹尼尔·内斯特
- 女子双打：艾丽西亚·莫利克／玛拉·圣安杰洛
- 男女混合双打：纳塔莉·德希／安迪·拉姆

| 前任： 2006年法国网球公开赛     | 法国网球公开赛 2007年 | 繼任： 2008年法国网球公开赛     |
| 前任： 2007年澳大利亚网球公开赛 | 网球大满贯 2007年     | 繼任： 2007年温布尔登网球锦标赛 |